# Monimoto
 (novembre 2024).
Monimoto est une entreprise basée en Lituanie qui produit des dispositifs de traçage GPS, des antivols pour motos, scooters, VTT, voiturettes de golf, bateaux et d'autres biens mobiles.

## Histoire
Monimoto a été fondée le 3 novembre 2016 à Vilnius, en Lituanie, par Rolandas Dranseika (PDG et chef de produit), Antanas Masevičius (directeur technique et architecte des logiciels, de la cybersécurité et des télécommunications), et Andrius Bruno Rimkūnas (marketeur et business developer),. L'idée de la fondation de cette entreprise est survenue en 2013, lorsqu'Andrius Rimkūnas a rencontré Rolandas Dranseika, alors PDG des alarmes ELDES, et lui a proposé de créer un traceur pour vélo,. En 2014, la marque Monimoto a été déposée sous les alarmes ELDES, et un prototype a été développé. Cependant, en raison de ressources limitées, le projet a été mis en pause en 2015.
En 2016, ELDES alarms a vendu le projet Monimoto à Rolandas Dranseika et Andrius Rimkūnas, et Antanas Masevičius l'a rejoint en tant que troisième cofondateur. L'entreprise a été officiellement lancée avec le soutien d'Aurelijus Rusteika, un investisseur providentiel et le fondateur de TOPOCENTRAS, le plus grand détaillant d'électronique grand public de Lituanie.
De 2016 à 2019, Monimoto s'est concentré sur le développement de produits, passant d'un employé à une petite équipe qui s'occupait du service client, des ventes et du marketing,. En 2018, Monimoto a reçu le prix de la « Startup spin-off de l'année » par les Startup Awards, organisés par BZN Start.
En 2019, l'entreprise a reçu un investissement de 300 000 € de la part d'Iron Wolf Capital et a commencé à dimensionner ses opérations,,. En 2020, Monimoto a dépassé le million d'euros de chiffre d'affaires, et en 2021, l'entreprise a lancé le traceur GPS Monimoto 7 en Europe, au Royaume-Uni et aux États-Unis. En 2022, Monimoto a été reconnu comme l'un des « Nifty 50 Top Products Winter/Spring 2022 » par PowerSports Business,.
En 2024, l'entreprise sort son dernier produit, le traceur GPS Monimoto 9, doté d'une taille plus petite et d'une batterie rechargeable,,.

## Produits
Monimoto se spécialise dans les dispositifs de traçage GPS antivol pour toute une gamme de biens mobiles. La gamme de produits de l'entreprise inclut:
- Monimoto MM5 (2G) – Un traceur antivol sans fil et alimenté par une batterie pour les motos avec une couverture européenne[18].
- Monimoto MM6 (3G) – Un système de suivi GPS antivol intelligent pour les motos, les scooters et les deux-roues, utilisant les fréquences 2G et 3G dans le monde entier[19].
- Monimoto 7 – Un traceur GPS antivol LTE-M alimenté par batterie et conçu pour les marchés américain et européen[20].
- Cycloop Tracker - Un traceur GPS monté sur le cadre, spécialement conçu pour les vélos[21].
- Monimoto 9 – Plus petit, avec une batterie rechargeable et une utilisation polyvalente pour les motos, les VTT, les véhicules récréatifs et les voiturettes de golf, utilisant le réseau LTE-M et 2G[16].

Les produits de Monimoto sont vendus dans plusieurs régions, une grande partie des ventes étant réalisée aux États-Unis et au Royaume-Uni. En outre, les produits Monimoto sont distribués dans divers pays européens, ainsi qu'au Japon, en Australie et dans d'autres régions. Aux États-Unis, les produits Monimoto sont distribués par Comoto Holdings, qui inclut des détaillants tels que RevZilla, Cycle Gear et J&P Cycles. Au Royaume-Uni, les trackers Monimoto sont disponibles dans la plupart des magasins d'accessoires pour motos,,.

## References
1. ↑  (en) « Monimoto », sur rekvizitai.vz.lt (consulté le 29 octobre 2024)
2. ↑  Sam Hewitt, « Monimoto gets funding to fight motorcycle theft », sur mslmagazine.co.uk, 10 décembre 2020 (consulté le 29 octobre 2024)
3. ↑  (en) « Monimoto - Founders and Board of Directors - Tracxn », sur tracxn.com, 27 octobre 2024 (consulté le 29 octobre 2024)
4. ↑  (en-GB) « Monimoto », sur NAVA (consulté le 29 octobre 2024)
5. ↑  « Monimoto - Products, Competitors, Financials, Employees, Headquarters Locations », sur www.cbinsights.com (consulté le 29 octobre 2024)
6. 1 2  « Monimoto Raised 50K EUR For Its Smart Motorcycle Alarm Shipping to Begin in Spring », sur startuplithuania.com (consulté le 29 octobre 2024)
7. ↑  (en-US) « Invisible design against the thefts "Monimoto" – Desdorp » (consulté le 29 octobre 2024)
8. ↑  (lt) Živilė Glaveckaitė, « Išrinkti geriausi 2018 metų startuoliai », sur bznstart, 10 décembre 2018 (consulté le 29 octobre 2024)
9. ↑  « Iron Wolf Capital Fund launched », sur ilte.lt, 8 janvier 2019 (consulté le 29 octobre 2024)
10. ↑  (en) Lanna Cooper, « Monimoto Extends Opportunity to Invest in the Fight against Motorcycle Theft », sur Startups Magazine (consulté le 29 octobre 2024)
11. ↑  « Monimoto Successfully Secures €400,000 In Total Funding From 392 Investors », sur startuplithuania.com, 21 janvier 2021 (consulté le 29 octobre 2024)
12. 1 2  « Monimoto UAB », sur crowdcube.eu (consulté le 29 octobre 2024)
13. ↑  (en-US) « Monimoto launched their newest advancement in anti-theft GPS tracking technology », sur thepack.news, 27 juin 2024 (consulté le 29 octobre 2024)
14. ↑  (en-US) « Nifty 50 nomination deadline less than a month away », sur Powersports Business, 5 mai 2022 (consulté le 29 octobre 2024)
15. ↑  « Powersports Business - February 2022 » [archive du 9 février 2022], sur powersportsbusiness.com (consulté le 29 octobre 2024)
16. 1 2  (en-US) Hank O'Hop, « Monimoto 9 GPS Tracker Hands-On Review: Cheap Tracking You Need », sur The Drive, 12 juillet 2024 (consulté le 29 octobre 2024)
17. ↑  (en) « Construction Executive Magazine - September-October 2024 - page26 », sur www.constructionexec-pageviewer.com (consulté le 29 octobre 2024)
18. ↑  (en) « Monimoto MM5 Motorcycle Tracker Review », sur Beginner Biker Adventures, 20 juin 2021 (consulté le 29 octobre 2024)
19. ↑  (en) « Gear Review: Monimoto MM6 Tracking System », sur RideApart.com (consulté le 29 octobre 2024)
20. ↑  (en-US) Greg Drevenstedt, « Monimoto 7 Anti-Theft GPS Tracker », sur Rider Magazine, 23 novembre 2021 (consulté le 29 octobre 2024)
21. ↑  (en) « Monimoto Cycloop Tracker », sur road.cc, 11 mai 2023 (consulté le 29 octobre 2024)
22. ↑  (en-US) « Monimoto 9 GPS Motorcycle Tracker Review », sur Rider Magazine, 30 août 2024 (consulté le 29 octobre 2024)
23. ↑  (en-GB) « Monimoto 7 review | Self-monitored tracker tested », sur Bennetts BikeSocial Membership (consulté le 29 octobre 2024)
24. ↑  (en-GB) Billy Johnson, « Monimoto 9 first look: the most convenient motorcycle tracker yet? », sur Adventure Bike Rider, 2 juin 2024 (consulté le 29 octobre 2024)